# Joana Preiss
Pour les articles homonymes, voir Preiss.
Joana Preiss, née le 22 mai 1972 à Marseille, est une actrice française. Elle est également ponctuellement réalisatrice, chanteuse et performeuse.

## Biographie
Actrice, artiste, cinéaste et musicienne, Joana Preiss a joué dans les films de Christophe Honoré, Olivier Assayas, Nobuhiro Suwa et Pia Marais entre autres, et a collaboré aux œuvres visuelles et sonores de Nan Goldin qui fut la première à la photographier alors qu'elle était encore inconnue, mais aussi d'Ugo Rondinone, de Dominique Gonzalez-Foerster et de Céleste Boursier-Mougenot. Au théâtre, elle a joué dix ans dans les spectacles de Pascal Rambert puis avec Éléonore Weber.
Formée au chant lyrique et à la musique contemporaine, elle se produit régulièrement sous forme de concerts et de performances privilégiant l'improvisation et utilisant sa voix comme un instrument. Elle a fondé le duo White Tahina avec Vincent Epplay et le duo Hiroyuki avec Fréderic Danos, duo dans lequel elle chante des poèmes d'Holderlin.

## Filmographie

### Actrice
- 1997 : Fin août, début septembre d'Olivier Assayas – la standardiste
- 1999 : La Ballade de l'amour de Nan Goldin
- 2001 : Tout contre Léo de Christophe Honoré
- 2002 : Roundelay de Ugo Rondinone
- 2002 : La Guerre à Paris de Yolande Zauberman
- 2004 : Ma mère de Christophe Honoré – Réa
- 2004 : Clean d'Olivier Assayas – Aline
- 2005 : Un couple parfait de Nobuhiro Suwa
- 2006 : Noise de Olivier Assayas – elle-même
- 2006 : Dans Paris de Christophe Honoré – Anna
- 2006 : Paris je t'aime d'Olivier Assayas
- 2007 : Boarding Gate d'Olivier Assayas – Lisa
- 2007 : Die Unerzogenen de Pia Marais
- 2009 : LOL (Laughing Out Loud) de Lisa Azuelos – la mère de Stéphane
- 2009 : L'une chante, l'autre aussi (documentaire) d'Olivier Nicklaus – elle-même
- 2010 : Complices de Frédéric Mermoud – la mère de Rebecca
- 2010 : Kataï (court métrage) de Claire Doyon
- 2011 : La Ligne blanche d'Olivier Torres – Anna
- 2012 : Sibérie de Joana Preiss
- 2012 : Les Mouvements du bassin de HPG
- 2012 : Mauvaise Fille de Patrick Mille – Brigitte
- 2012 : Cino, l'enfant qui traversa la montagne de Carlo Alberto Pinelli - La bergère
- 2012 : Casa dolce casa de Tonino De Bernardi
- 2013 : Mary Queen of Scots de Thomas Imbach - Marie de Guise
- 2013 : Hôtel de l'Univers de Tonino De Bernardi
- 2014 : Jour et Nuit, delle donne e degli uomini perduti de Tonino De Bernardi
- 2014 : Passer l'hiver d'Aurelia Barbet
- 2015 : Le Dos rouge d'Antoine Barraud – Barbara
- 2016 : Grave de Julia Ducournau –
- 2017 : Trilogie de nos vies défaites de Vincent Dieutre
- 2017 : La Veillée de Jonathan Millet
- 2018 : Les Dents, pipi et au lit d'Emmanuel Gillibert – Nathalie
- 2018 : Alien Crystal Palace d'Arielle Dombasle –
- 2019 : Resurrezione de Tonino De Bernardi
- 2020 : Broken Poet d'Emilio Ruiz –
- 2020 : Which Is Witch de Marie Losier

### Réalisatrice
- 2012 : Sibérie (présenté au Festival international de cinéma de Marseille en 2011)
- 2013 : Silent Asylium (court métrage) coréalisé avec Midi Z (présenté à la Quinzaine des réalisateurs au Festival de Cannes)
- 2013 : Lands Close to Paterson (court métrage présenté à l'Anthology Film Archives)
- 2018 : Marseille (court métrage)

## Théâtre
- 1993 : De mes propres mains de Pascal Rambert aux Théâtre en Mai (Dijon) et Théâtre des Amandiers
- 1994 : Félicité de Pascal Rambert d'après le texte de Jean Audureau au Théâtre de la commune (Aubervilliers)
- 1994 : W/DX4 dans mon lit de Pascal Rambert au Théâtre de l'Odéon (d'après le journal d'Andy Warhol
- 1995 : Antoine et Cléopâtre de William Shakespeare, mise en scène Pascal Rambert au MC93 Bobigny
- 1998 : Gilgamesh de Pascal Rambert à la Citadelle de Damas en Syrie ; au Festival d'Avignon (2000)
- 2005 : Dionysos impuissant de Christophe Honoré au Festival d'Avignon (d'après Les Bacchantes d'Euripide)
- 2007 : Rendre une vie vivable n'a rien d'une question vaine d'Éléonore Weber au Festival d'Avignon
- 2016 : Derrière les montagnes d'Olivier Chenille